# دانشگاه دی‌پاو
دانشگاه دیپاو (به انگلیسی: DePauw University) یک دانشگاه در ایالات متحده آمریکا است که در ایندیانا واقع شده‌است.